# Making Maya
Pour plus de détails, voir Fiche technique et Distribution.
Making Maya est un film américain réalisé par Rolla Selbak, sorti en 2003. 

## Synopsis
Le but de Maya (Amy Minderhout) dans la vie, c'est de devenir joueuse de basket-ball professionnelle. C'est alors que Sam (Sara Marie Taylor) entre dans sa vie.

## Fiche technique
- Titre original : Making Maya
- Réalisation : Rolla Selbak
- Scénario : Rolla Selbak
- Direction artistique :
- Décors :
- Costumes :
- Photographie :
- Montage :
- Musique : Rolla Selbak
- Production : Ahmad Zahra
- Sociétés de production : Zahra Pictures
- Sociétés de distribution :
- Pays d'origine :
- Langue originale : anglais américain
- Lieux de tournage :
- Format : couleur
- Genre : Drame
- Durée : 1h 25
- Dates de sortie :
  -  États-Unis : 1er septembre 2003

## Distribution
- Amy Main : Maya (créditée comme Amy Minderhout)
- Sara Marie Taylor : Sam
- Desmond Faison : Mars
- Sam Gros : la mère de Maya
- Genevieve Lee Howell : Jesse (créditée comme Genny Howell)
- Bill Kelley : le patron du restaurant
- Jamal N. Qutub : Mo
- Matthew Stedman : Harry